# Dörenberg
Der Dörenberg ist ein 331,2 m ü. NHN hoher Berg beim Georgsmarienhütter Stadtteil Oesede im niedersächsischen Landkreis Osnabrück. Er ist die höchste Erhebung im Mittelteil des Teutoburger Waldes. Auf ihm stehen der Hermannsturm und ein Funkturm der Bundeswehr.

## Namensherkunft
Der Begriff Dören könnte sich, insbesondere im Raum Ostwestfalen-Lippe, von Dör, dem niederdeutschen Wort für Gebirgspass ableiten.

## Geographie

### Lage
Der Dörenberg erhebt sich im zum Teutoburger Wald gehörenden Iburger Wald innerhalb des Natur- und Geoparks TERRA.vita. Sein Gipfel liegt 2,1 km südsüdwestlich des Georgsmarienhütter Stadtteils Oesede, zu dessen Gemarkung er gehört, und 2,2 km nordnordöstlich vom Zentrum der Bad Iburger Kernstadt; die Grenze beider Gemarkungen verläuft gipfelnah über die Südflanke des Berges. Über die Ostflanke verläuft zwischen Oesede und Bad Iburg etwa in Nordnordost-Südsüdwest-Richtung die Bundesstraße 51, von der man auf Waldwegen zum Berggipfel gelangen kann. Auf dem Berg liegen Teile des Landschaftsschutzgebiets Teutoburger Wald (CDDA-Nr. 329212; 2004 ausgewiesen; 113,699 km² groß).

### Naturräumliche Zuordnung
Der Dörenberg gehört in der naturräumlichen Haupteinheitengruppe Unteres Weserbergland (Nr. 53), in der Haupteinheit Osnabrücker Osning (534) und in der Untereinheit Ohrbecker Höhen (534.0) zum Naturraum Dörenberg (534.01). Seine Landschaft fällt nach Südosten in den Naturraum Vessendorfer Höhen (534.11) und nach Südwesten in den Naturraum Gellenbecker Hügel- und Bergland (534.10) ab, die beide zur Untereinheit Tecklenburg-Iburger Bergland (534.1) zählen. Nach Norden leitet sie in der Haupteinheit Osnabrücker Hügelland (535) und in der Untereinheit Südliches Osnabrücker Hügelland (535.4) zum Naturraum Öseder Mulde (534.41) über.

### Fließgewässer
Östlich des Dörenbergs entspringt der Schlochterbach als Zufluss der Düte, in die der auf seiner Nordwestflanke quellende und durch Oesede fließende Oeseder Bach (im Oberlauf Sunderbach genannt) mündet; letzterer wird durch den auf der Nordflanke quellenden Windchenbrinkbach gespeist. Auf seiner Südwestflanke liegt die Quelle des durch einen weiteren Sunderbach gespeisten und durch Bad Iburg verlaufenden Kolbachs, dem rechten Quellbach des Glaner Bachs.

## Geschichte
Am 30. August 1857 brach ein großer Waldbrand am zu diesem Zeitpunkt mit Heide, Heidelbeeren und Buchengestrüpp bewachsenen Dörenberg aus, wegen Wassermangels konnte der Brand nicht bekämpft werden.

## Türme

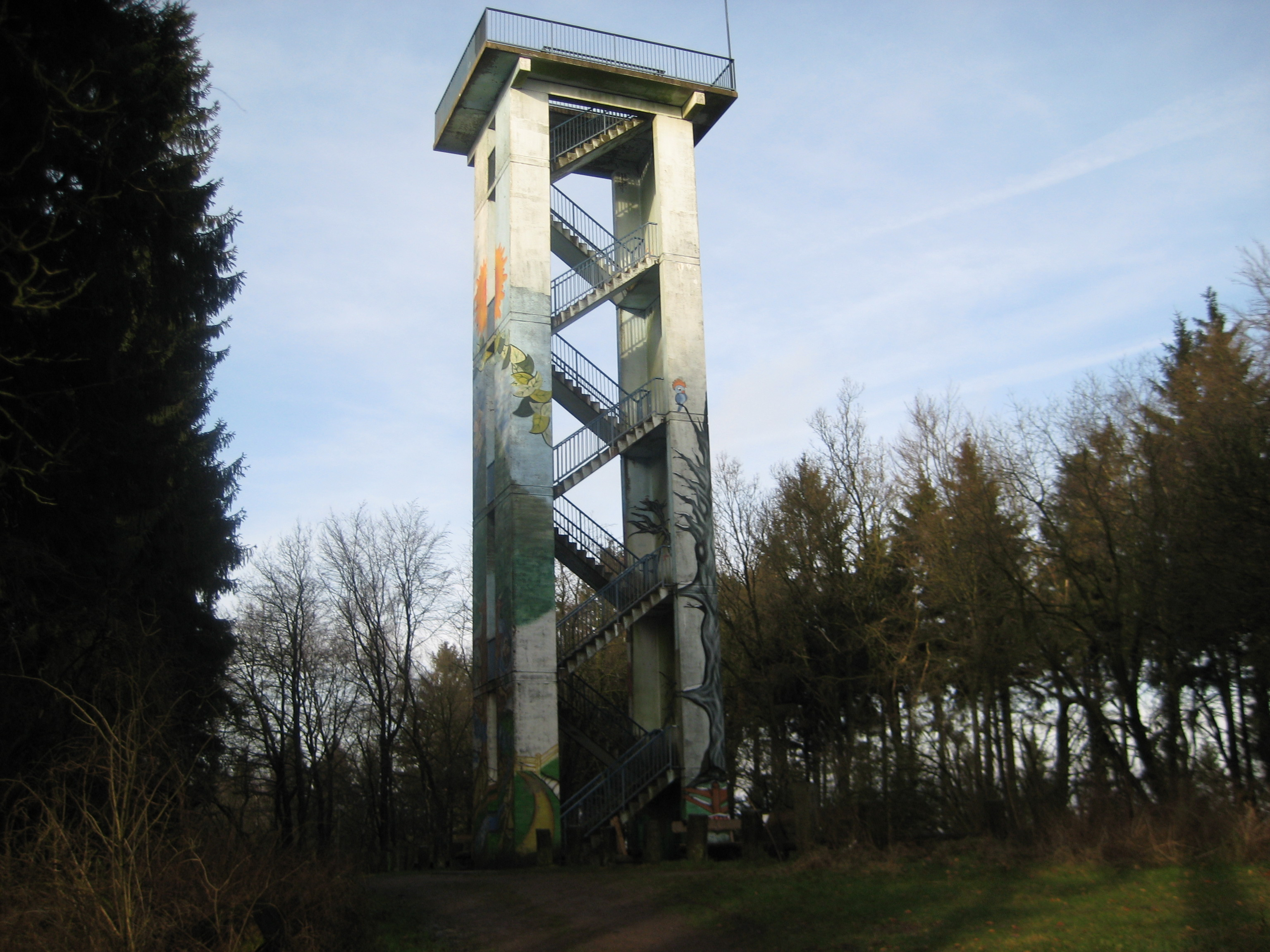
Der Hermannsturm

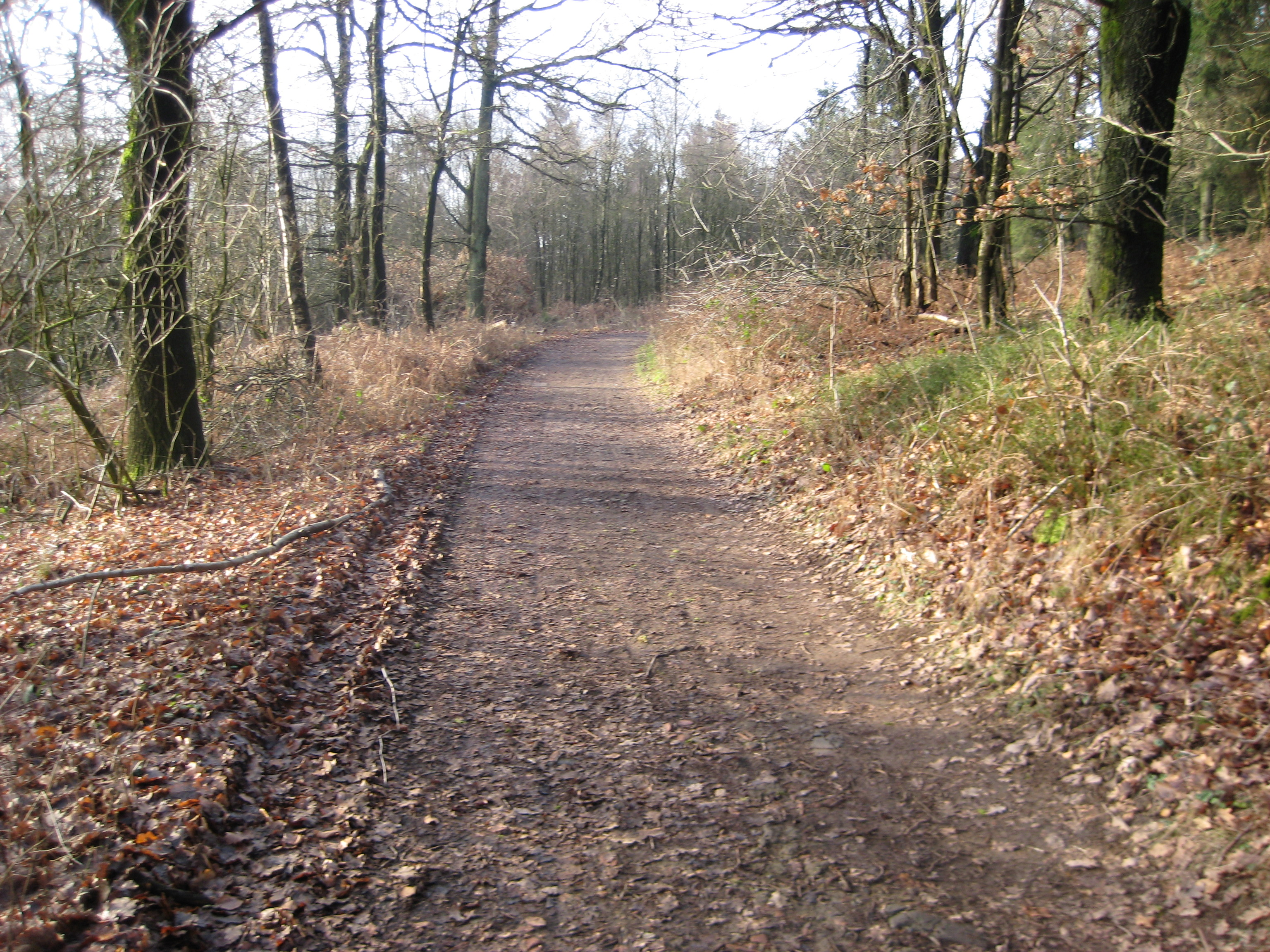
Wanderweg am Hermannsturm

### Hermannsturm
Auf dem Dörenberg steht der Hermannsturm, von dem man aus 352 m ü. NHN die Aussicht in Richtung Südosten über den Teutoburger Wald, nach Süden auf das Münsterland und nach Norden zum Wiehengebirge genießen kann. Vom 4. Oktober 2016 bis Juni 2021 war der Turm aufgrund von Baumängeln gesperrt. Auf dem 2,8 km nordwestlich gelegenen Lammersbrink steht der Varusturm. Beide Aussichtstürme sind durch einen Wanderweg, den Kammweg, verbunden.

### Funkturm
Außerdem befindet sich auf dem Dörenberg ein Militärgebiet der Bundeswehr mit einem Funkturm. Nach dem Zweiten Weltkrieg war es im Besitz der britischen Besatzung. Zwischenzeitlich wurde das Areal auch parallel von der Royal Air Force und einer Jugendherberge genutzt. Auf dem benachbarten Grafensundern befindet sich der Fernmeldeturm Grafensundern.

## Markante Steine

### Vermessungsstein des Königreichs Hannover

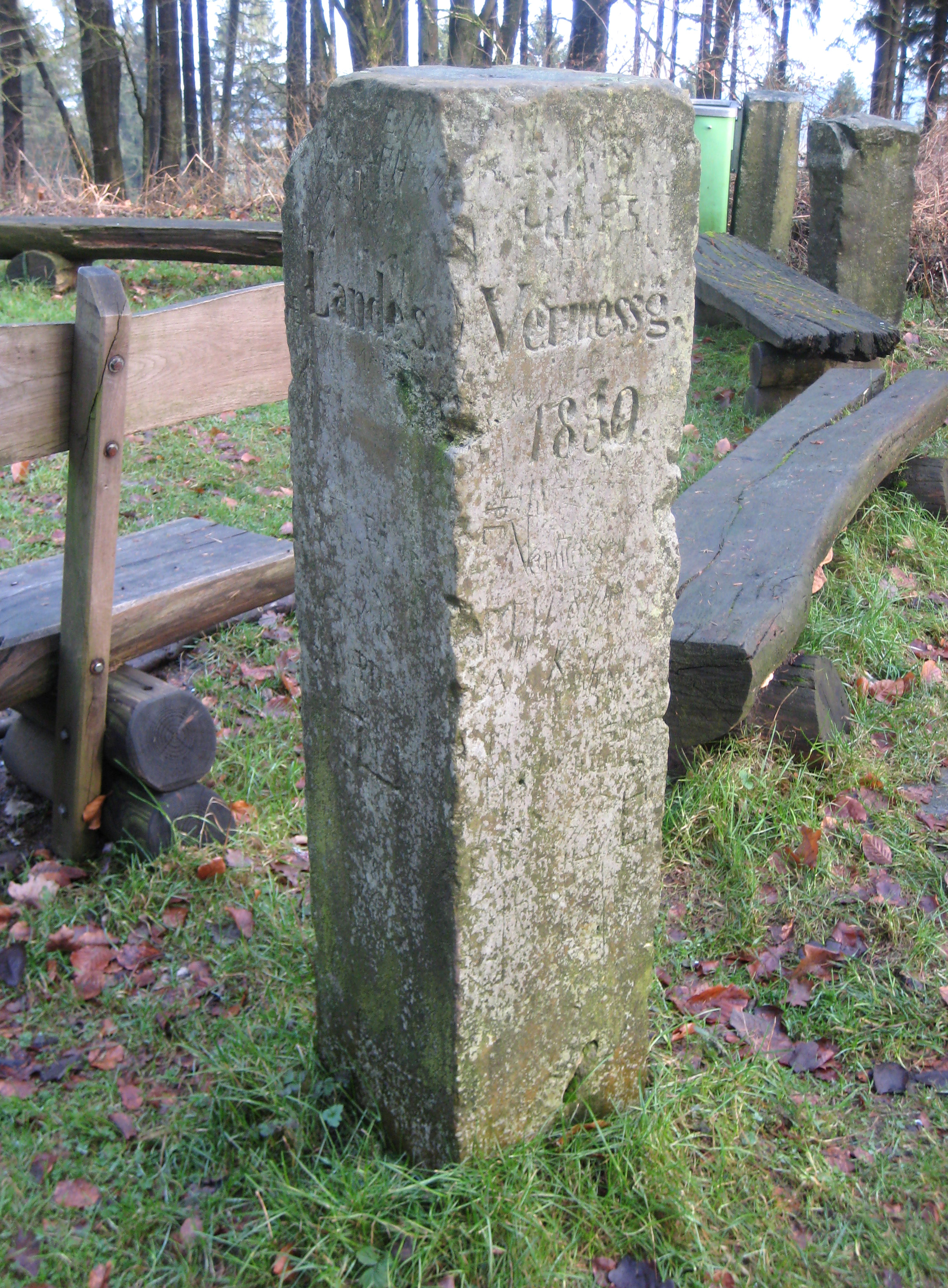
Gaußstein auf dem Dörenberg

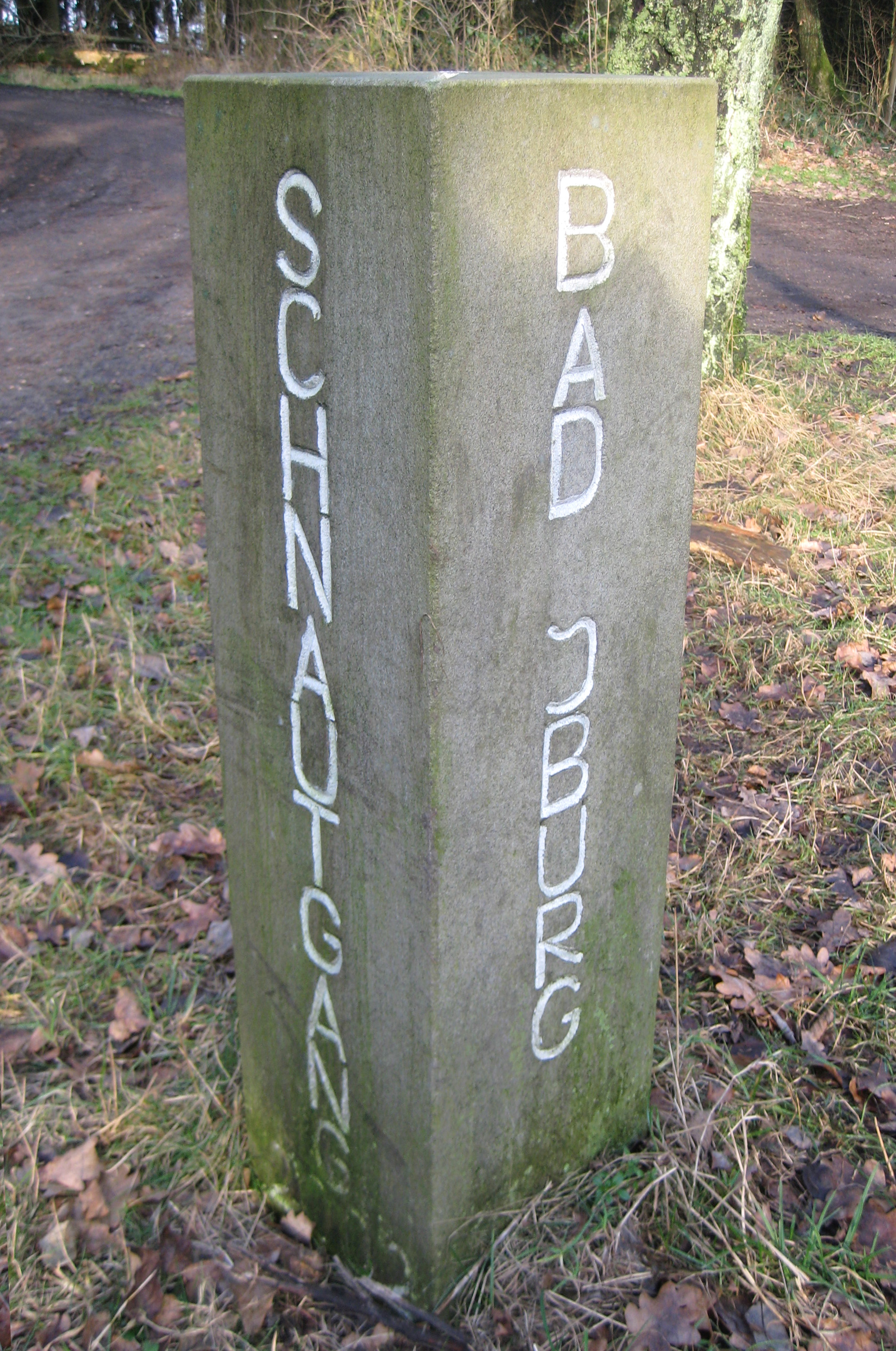
Der Schnatgangstein

Neben dem Hermannsturm steht ein trigonometrischer Vermessungsstein des Königreichs Hannover. Er bildete einen Eckpunkt des Hauptnetzes der Triangulation des Königreichs zwischen 1821 und 1844. Sie wurde von Carl Friedrich Gauß (1777–1855) durchgeführt; am Dörenberg nahm sie sein Sohn Joseph Gauß (1806–1873) vor.

### Schnatgangstein
Am westnordwestlich vom Dörenberg gelegenen Karlsplatz, einem Kreuzungspunkt mehrerer Wanderwege, wurde ein Gedenkstein für den dort verlaufenden Schnatgang aufgestellt. Er trägt die Inschrift Schnautgang 2002 Bad Iburg, wobei Schnautgang die Bezeichnung des Schnatgangs im Bad Iburger Plattdeutsch ist.

## Bennosteinbruch
In Höhe des unteren Endes des Zickzackwegs befand sich der Bennosteinbruch, benannt nach Bischof Benno II. von Osnabrück, dem Gründer des Benediktinerklosters in der Doppelanlage von Schloss und Benediktinerabtei Iburg. Der Sandsteinbruch wurde unter seiner Leitung erschlossen und diente der Beschaffung von Baumaterial für das Kloster sowie für weitere Gebäude in Bad Iburg und der Umgebung. Auch der rötlich aussehende Sandstein im Unterbereich des romanischen Nordwestturmes des Osnabrücker Domes stammt aus dem Bennosteinbruch. Der rostgelbe Sandstein des Domes wurde hingegen am Hochholz bei Oesede abgebaut. Der Steinbruch ist überwachsen, in seiner Anlage jedoch noch erkennbar. Ein Schild weist auf die Geschichte des Steinbruchs mit Osning-Sandstein, der vor etwa 120 Millionen Jahren entstand, hin.

## Heiligenhäuschen
Auf dem Südosthang des Dörenbergs steht 140 m westlich der Bundesstraße 51 ein Heiligenhäuschen (⊙). Es befindet sich auf knapp 215 m Höhe am Sachsenweg – oberhalb vom Gasthaus zum Dörenberg, einem traditionsreichen Hotel-Gasthaus mit Café-Restaurant. Die kleine Kapelle wurde von der Familie Hermann Bäumker gestiftet. Sie wurde 1998 restauriert. Im Bauwerk befindet sich eine aus Holz geschnitzte Marienfigur.

### Klause Wittenbrink
Unterhalb des Dörenbergs, in der Nähe des Wanderparkplatz Urberg Grafensundern an der Iburger Straße, befindet sich die Klause Wittenbrink. Sie wurde 1989 unter dem Hagener Pfarrer Gerhard Stenzaly errichtet, um den Pilgern der Telgter Wallfahrt aus Hagen und Gellenbeck als Raststation zu dienen. 2018 wurde die Kapelle renoviert.

## Flugunfälle

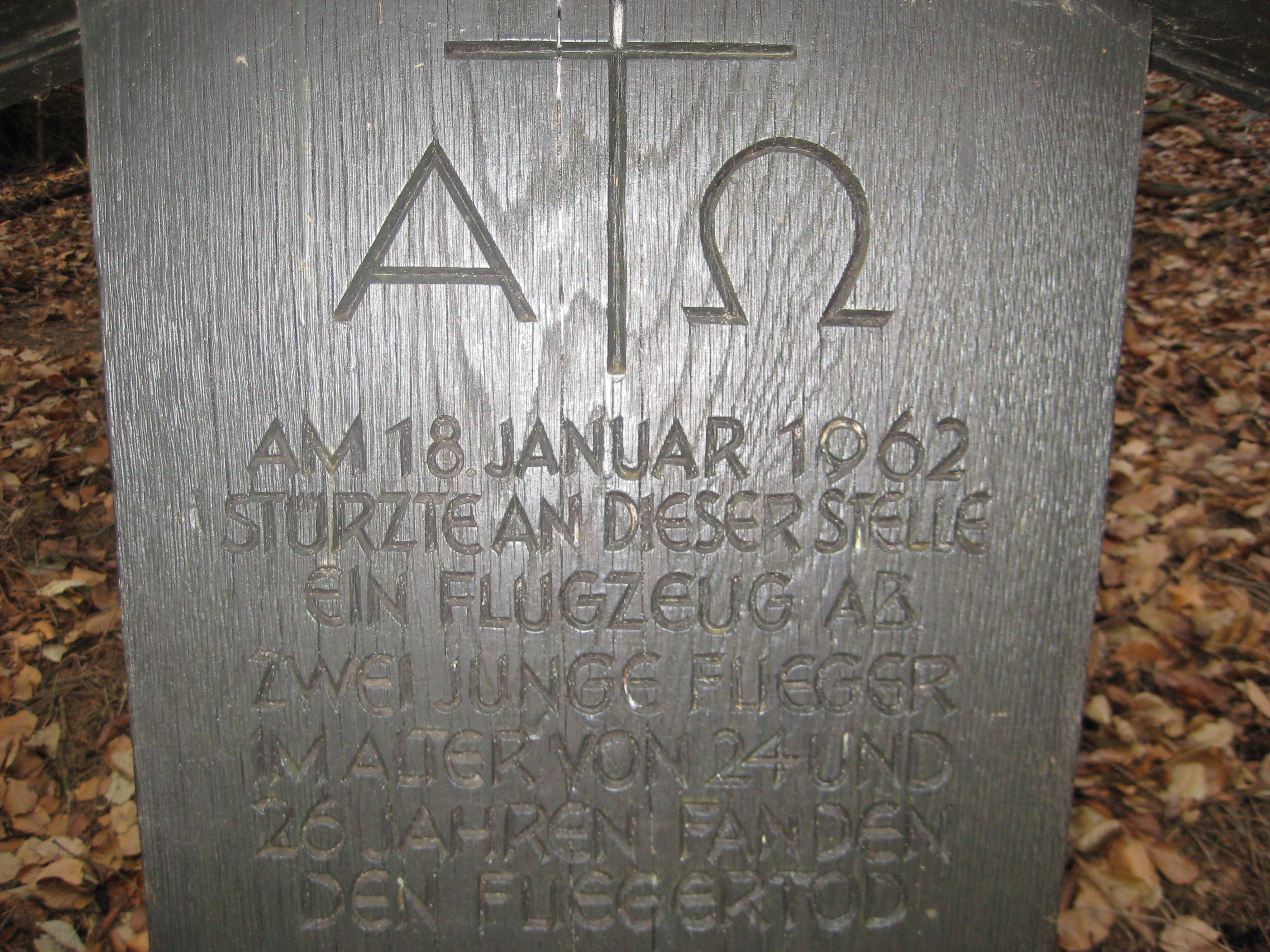
Gedenkstein am Dörenberg zum Flugunfall von 1962

Am Dörenberg gab es mehrere Flugunfälle, so stürzte kurz vor dem Zweiten Weltkrieg eine Junkers Ju 52/3m am Dörenberg ab.
Am 8. Oktober 1940 stürzte eine von der eigenen Flak getroffene Junkers Ju 88 des Kampfgeschwaders 30 am Dörenberg ab. Der Absturz hinterließ eine noch heute erkennbare Freifläche in der Vegetation am Kamm des Berges nahe der Bundesstraße 51.
Einer Heinkel He 219 wurde am 7. Januar 1945 der Dörenberg zum Verhängnis. Sie befand sich auf einem Überführungsflug von Handorf nach Norden und hatte im Schneegestöber die Orientierung verloren. Nur wenig später, am Morgen des 14. Februar 1945, hatte eine Focke-Wulf Fw 190 D-9 nach einer Flucht im Tiefflug vor einem britischen Jagdflugzeug Bodenberührung.
Am 4. Dezember 1961 flog im nebeligen Wetter eine US-amerikanische Kuriermaschine vom Typ de Havilland L-20A Beaver in die Flanke des Berges. Der Nebel am 12. Dezember 1965 wiederum wurde einer fabrikneuen Cessna 172 der Industrieflug-GmbH, die einen Standort am Flugplatz Osnabrück-Atterheide eröffnen wollte, zum Verhängnis. Schlechte Sichtverhältnisse im dunstigen Wetter führten auch zum Verlust eines Hubschraubers Bölkow Bo 105 der Bundeswehr am 27. November 1986.

### Flugunfall 1962
Am 18. Januar 1962 stürzte auf dem Dörenberg eine Focke-Wulf Piaggio P.149D der Luftwaffe mit drei Insassen ab; zwei kamen ums Leben, die dritte überlebte schwer verletzt. An den Unfall erinnert eine Gedenktafel am Zickzackweg, der vom westlich des Berggipfels gelegenen Karlsplatz hinab in Richtung Bennosteinbruch führt. Er trägt die Inschrift: „Am 18. Januar 1962 stürzte an dieser Stelle ein Flugzeug ab. Zwei junge Flieger im Alter von 24 und 26 Jahren fanden den Fliegertod.“ Die Gedenktafel steht unterhalb der ersten Kehre des Zickzackwegs.